# Vida minha
«Vida minha» — пісня португальської співачки Філіпи Сози, з якою вона представляла Португалію на пісенному конкурсі Євробачення 2012 в Баку. За результатами другого півфіналу, який відбувся 24 травня, композиція не пройшла до фіналу.